# Niraj Towers
Niraj Towers é um edifício em construção na cidade de Rondonópolis, MT, Brasil, com 2 torres projetadas para áreas residenciais e comerciais em 62 andares sendo classificado como o prédio mais alto do Centro-Oeste e o terceiro mais alto do Brasil, alcançando 250 metros de altura quando estiver concluído.